# 巣鴨日記
巣鴨日記（すがもにっき）とは、第二次世界大戦終結で日本が降伏した後、戦犯容疑で巣鴨プリズンに拘禁された東京裁判の戦犯者らが記していた獄中日記にしばしば用いられたタイトル。
ただし岩野泡鳴による「巣鴨日記」のように、巣鴨プリズンとは無関係の著作物もある。

## 巣鴨プリズン関係者による記録
残された日記の中には、本人の生前に一部公開・公刊されている。
- 重光葵 - 外交官・政治家。外務大臣としてポツダム宣言に調印（1957年没）
  - 『巣鴨日記（正・続）』（文藝春秋新社、1953年）-『文藝春秋』昭和27年8月号に先行掲載
    - 『巣鴨日記 - 新字体・現代仮名遣い版』ハート出版、2023年、ISBN 978-4802401579
- 安倍源基 - 警視庁特別高等警察部長、警視総監、内務大臣を歴任（1989年没）
  - 『巣鴨日記』展転社、1992年、ISBN 488-6560806
- 嶋田繁太郎 - 横須賀鎮守府司令長官、海軍大臣を歴任（1977年没）
  - 『海軍大将嶋田繁太郎備忘録・日記Ⅲ』 軍事史学会編、錦正社、2020年、ISBN 476-4603489

- 畑俊六 - 元帥陸軍大将（1962年没）
  - 『巣鴨日記』（小見山登 編、日本文化連合会、1977年）
    - 新版『元帥 畑俊六獄中獄外の日誌』前後・2分冊、日本人道主義協会、1992年（非売品）
- 有馬頼寧 - 農林大臣。大政翼賛会の設立に関与（1957年没）
  - 『有馬頼寧日記〈1〉巣鴨獄中時代』伊藤隆・尚友倶楽部編、山川出版社 1997年 ISBN 4634511207
  - 巣鴨獄中歌日記
- 木戸幸一 - 内大臣。（1977年没） 
  - 『木戸幸一日記 東京裁判期』 東京大学出版会、1980年
- 笹川良一 - 衆議院議員（1995年没）
  - 『巣鴨日記』伊藤隆・渡邊明・校訂 中央公論社 1997年2月 ISBN 4-12-002650-7
  - 『続・巣鴨日記 笹川良一と東京裁判〈1〉』 伊藤隆編 中央公論新社 2007年12月 ISBN 978-4-12-003900-3
- 岸信介 - 商工大臣、のち衆議院議員、首相（1987年没）-『岸信介の回想』に所収（文藝春秋、1981年）
- 太田耕造 - 亜細亜大学学長（1981年没）-『全集』全4巻、同大学刊 1983-1985年
- 太田正孝 - 大蔵官僚・政治家（1982年没）-『すがも 人間改革』時代社 1949年
- 岡部長景 - 文部大臣ほか（1970年没）- 『岡部長景巣鴨日記』芙蓉書房出版 2015年
- 石原廣一郎 - 実業家で、国家主義的団体のリーダー、南進論者（1970年没）
  - 『石原廣一郎関係文書 上巻 回想録（二・二六事件から東京裁判まで）』柏書房 1994年 ISBN 4760111069  第二部に巣鴨での拘禁生活の克明な記録あり。